# Sodišče
Sodišče je državni organ, ki avtorativno odloča o sporih med posamezniki, skupinami oz. organizacijami.
Avtorativna odločitev je dokončna in izvršljiva odločitev. Pridržana je državnim organim, ki edina smejo legitimno razpolagati z nasiljem, seveda v mejah zakona.
Zaradi zlorab sodne funkcije s strani vladarja se je sodna oblast zgodaj ločila od izvršilne (rimski pretorji). Danes je sodna oblast neodvisna od drugih dveh: izvršilne in zakonodajne oblasti in je pri opravljaju svoje funkcije vezano le na ustavo in zakon (neodvisnost sodstva).
Ključno pravo pred sodišči je postopkovno pravo, ker varuje položaj obtoženega v razmerju do nasprotne stranke in sodišča.

V Sloveniji poznamo:
- splošna sodišča
  - Okrajno sodišče (v okviru Okrožnega sodišča, razen Okrajno sodišče v Ljubljani, ki je samostojno)
  - Okrožno sodišče (11 okrožij v Sloveniji; Okrožno sodišče v Ljubljani, Okrožno sodišče v Kranju, Okrožno sodišče v Kopru, Okrožno sodišče v Novem mestu, Okrožno sodišče v Krškem, Okrožno sodišče v Murski Soboti, Okrožno sodišče v Slovenj Gradcu, Okrožno sodišče na Ptuju, Okrožno sodišče v Novi Gorici, Okrožno sodišče v Mariboru)
  - Višje sodišče (Ljubljana - Višje sodišče v Ljubljani, Celje - Višje sodišče v Celju, Maribor - Višje sodišče v Mariboru, Koper - Višje sodišče v Kopru)
  - Vrhovno sodišče Republike Slovenije
- posebno sodišče
  - Upravno sodišče Republike Slovenije
  - Delovno in socialno sodstvo
    - Višje delovno in socialno sodišče Republike Slovenije
    - Delovno in socialno sodišče v Ljubljani
    - Delovno sodišče v Mariboru
    - Delovno sodišče v Celju
    - Delovno sodišče v Kopru

- Sodstvo s posebnim položajem
  - Ustavno sodišče Republike Slovenije